# Bhutiaponny
Bhutiaponnyn är en hästras av ponnytyp som härstammar från Himalayaområdet i Indien. Bhutiaponnyn är när släkt med Spitiponnyn. Dessa två räknas in i en kategori av hästar i Indien som kallas Indisk ponny. Rasen har ingen avelsstandard och utseendet varierar därför otroligt hos denna ras men den har även mycket gemensamt med den tibetanka ponnyn och är väldigt primitiv.

## Historia
Bhutiaponnyn uppkom i Himalaya för flera hundra år sedan. Många av dessa ponnyer fångades in och togs till området Bhutan i Asien där den användes inom jordbruken. Under alla åren korsades dessa ponnyer mycket med finare och ädlare raser och idag har rasen nästan försvunnit. De exemplar som finns kvar har inga karaktäristiska utseenden eller egenskaper. Under början av 1990-talet antog man ett nytt samlingsnamn för Bhutiaponnyn, Spitiponnyn och den primitiva halvvilda tibetanska ponnyn. Dessa raser fick ingå i en kategori som kallades Indisk ponny, som hänsyftade till att de helt och hållet har sitt ursprung i den indiska delen av Himalaya.

## Egenskaper
På grund av flera års utavel och korsande av rasen så har rasens karaktär nästan försvunnit. Rasens utseende kan variera en hel del och likaså dess kvalitet. Ponnyn är en större variant av sin släkting Spitiponny.
Gemensamt för alla Bhutiaponnyer är dess säkerhet på foten som de ärvt efter flera hundra år i bergen. De har en naturlig sundhet från sjukdomar men har lätt för att bli dåliga i exteriören på grund av dåligt betesgräs.
De flesta ponnyer har korta ben, kort hals och har en väldigt påtaglig ponnykaraktär med busig uppsyn. Rasen är dock lugn och pålitlig och används idag mest som packdjur, inom lättare jordbruket och även till viss del inom ridning, bland annat på ridskolorna i Indien. Bhutiaponnyn finns idag i Bhutan, och i de indiska områdena Sikkim och Darjeeling och även i Tibet och Nepal.